# Hiroshi Soejima
Hiroshi Soejima (jap. 副島 博志, Soejima Hiroshi; * 26. Juli 1959 in der Präfektur Saga) ist ein ehemaliger japanischer Fußballspieler.

## Nationalmannschaft
1980 debütierte Soejima für die japanische Fußballnationalmannschaft. Soejima bestritt drei Länderspiele.

## Errungene Titel
- Japan Soccer League: 1980

## Persönliche Auszeichnungen
- Japan Soccer League Best Eleven: 1980